# Utsläppstak
Utsläppstak är ett begrepp som främst används för att ange gränsvärden för utsläpp av gaser i atmosfären.
Den globala uppvärmningen gör att utsläppstak av gaser som koldioxid är en aktuell politisk fråga. . Ett exempel på sådant är Arlanda som har ett utsläppstak som begränsar både flygtrafik och biltrafik.